# Mécleuves
Mécleuves är en kommun i departementet Moselle i regionen Grand Est (tidigare regionen Lorraine) i nordöstra Frankrike. Kommunen ligger i kantonen Verny som tillhör arrondissementet Metz-Campagne. År 2022 hade Mécleuves 1 201 invånare.

## Befolkningsutveckling
Antalet invånare i kommunen Mécleuves
| Referens: INSEE |